# Kiryat-Yéarim
Pour la ville biblique, voir Kiryat Yéarim (Bible).
Kiryat-Yéarim ou Kiryat Ye'arim ((he) קִרְיַת יְעָרִים, ville des forêts, arabe Deir el-Azar) est un village israélien dépendant du conseil local du district de Jérusalem, installé dans les Monts de Judée à une altitude moyenne de 700 mètres, sur la route principale reliant Tel-Aviv à Jérusalem. Il est situé entre Abou Gosh et Neve Ilan, coopérative agricole israélienne fondée avant la création de l'État d'Israël.
En 1975, un quartier d'habitation pour un public religieux y a été fondé sous le nom de Kiryat Telz Stone. Le nom de Telz fait référence à une ville de Lituanie célèbre pour avoir abrité la yeshiva de Telshe (aujourd'hui Telšiai). Stone est le nom d'un donateur juif, Erving Stone, qui a contribué à la construction du lieu.
Kiryat-Yéarim (Telz Stone) possède un mausolée commémorant le souvenir du général Mickey Marcus, tombé sur les lieux en 1948, lors de la Guerre d'Indépendance.
Les environs de Kiryat-Yéarim sont aujourd'hui boisés, grâce aux pins plantés par le KKL. On y trouve également de nombreux tamaris.

## Histoire
En 1933, l'homme d'affaires juif, Menashe Elyashar, s'implique dans l'achat de 600 dounams de terres dans la région d'Abou Gosh, avec le consul adjoint allemand à Jérusalem et Joseph Pascal Albinah, agent immobilier, après cinq ans de batailles juridiques avec les propriétaires arabes des terres. Ils fondent la compagnie Eliashar et Kiryat Ye'arim dans le but de créer une cité-jardin planifiée par l'architecte Richard Kaufman. Le plan n'a pas été mis en œuvre en raison de la grande révolte arabe. Les tentatives de promotion du programme après la Seconde Guerre mondiale échouent.
Le village est une position stratégique dans les opérations Ben noun bet et Yoram, pendant la guerre d'indépendance de 1948, de par sa proximité avec le fort de Latroun occupé par la Légion arabe et du début de la "Route de Birmanie vers Jérusalem". Le général major Marcus (Mickey Stone) sera abattu devant le fort d'Abou Gosh par accident le 10 juin 1948 et un monument à sa mémoire du général est érigé à Kiryat Ye'arim (Telze-Stone).

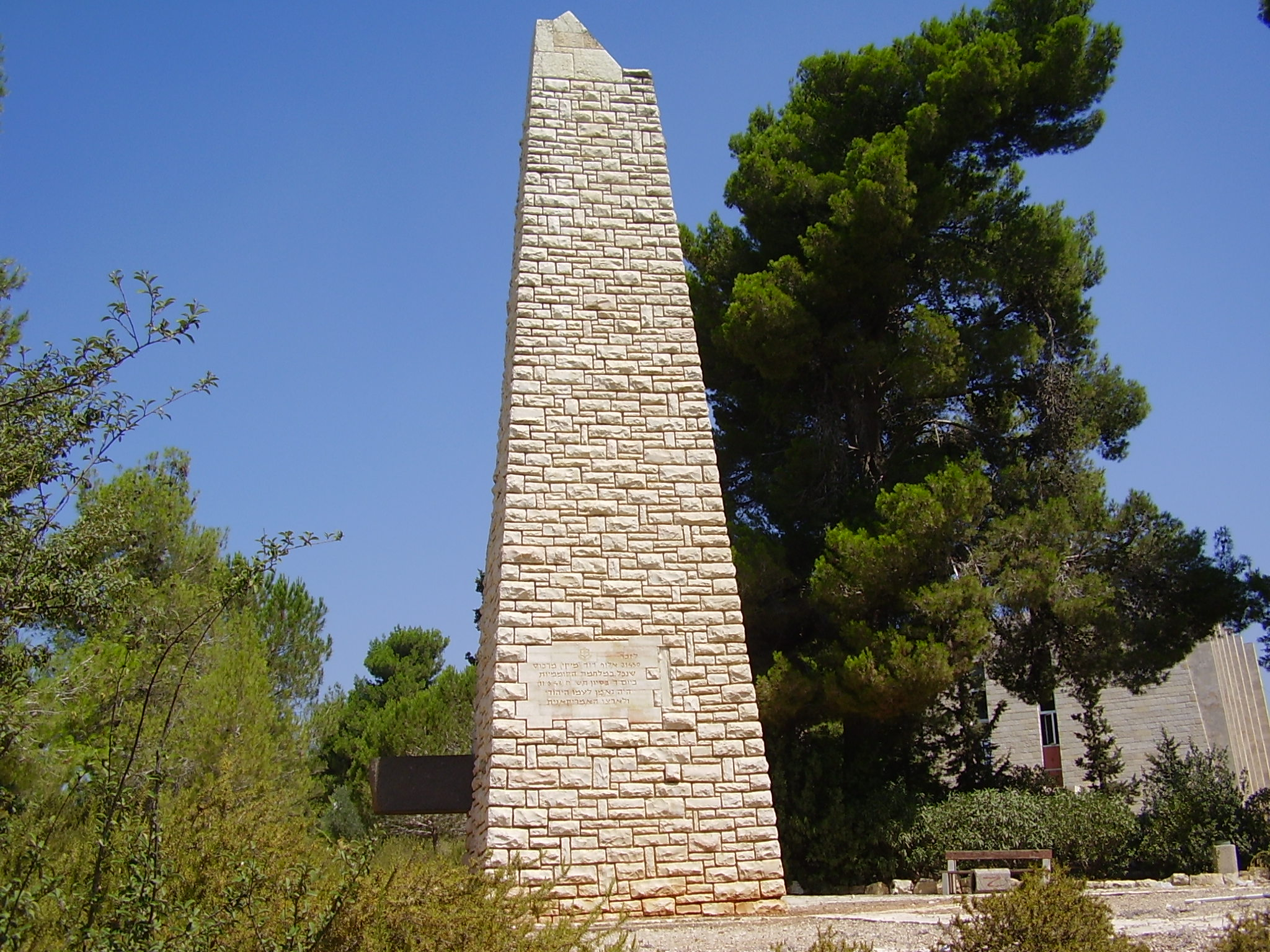
Le Mémorial David Marcus.

Au début des années 1960, la terrain est vendu à un entrepreneur de Jérusalem, Avraham Trager, qui, après avoir l'avoir divisé, a fait paver des routes et planté des arbres.

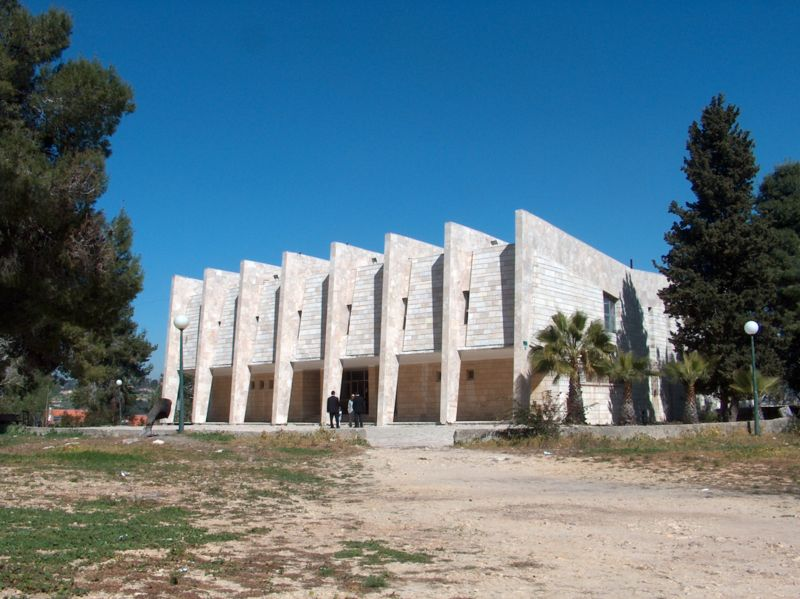
Le Beth Midrash de Kiryat-Yéarim

L'entrepreneur vend le terrain et, au début des années 1970, un donateur juif nommé Irving Stone a financé un projet d'implantation. En 1975, un quartier résidentiel religieux appelé "Telze-Stone" fut créé, baptisé du nom d’une ville en Lituanie : Telze et Stone - d'après le philanthrope. Dès le début, le lieu a été désigné pour abriter la yeshiva de Telze en provenance de Cleveland et une zone résidentielle pour les étudiants et le personnel. La yeshiva devait accueillir 500 étudiants. Lors de la construction du grand campus (qui comprenait un grand Beth Midrash, des internats, un jardin et une piscine), des désaccords sont apparus entre les parties impliquées et des difficultés de financement du projet. La construction du beth midrash et de sa grande structure n'a pas été achevées au centre de la colonie avant les années 2005, lorsque les femmes de névé Zion se sont regroupées.
En 1989, un foyer de convalescence pour femmes nées dans la communauté orthodoxe a été créé dans le quartier.
Kiryat-Yéarim a été déclaré conseil local en 1992. Selon les données du Bureau central des statistiques : fin 2017, il y avait 4 840 résidents à Kiryat-Yéarim (223e rang dans le classement des autorités locales en Israël) et la population a augmenté à un taux annuel de 15,1%. À la fin de 2016, Kiryat-Yéarim affichait un indice de  2 sur 10 sur l'échelle socio-économique Eshkol.